# Dune (Hans Zimmer)
Dune is de originele soundtrack van de gelijknamige film uit 2021, gecomponeerd door Hans Zimmer en uitgebracht door WaterTower Music in drie verschillende versies.
Eind juli 2021 kondigde WaterTower Music de release aan van drie onafhankelijke digitale albums met muziek uit de film:
- Het eerste album werd uitgebracht op 3 september 2021 onder de titel The Dune Sketchbook (Music from the Soundtrack), dat is samengesteld uit uitgebreide en meeslepende muzikale verkenningen van de filmmuziek, die wordt gewaardeerd met standaardinstellingen of met Dolby Atmos-technologie.
- Het tweede album werd uitgebracht op 17 september 2021, specifiek samengesteld uit de officiële muziektracks van de film, genaamd Dune (Original Motion Picture Soundtrack) en ook te horen in standaard- of Dolby Atmos-instellingen.
- Het derde album werd uitgebracht op 22 oktober 2021, de releasedatum van de film in de bioscoop in de Verenigde Staten, evenals in de regionale HBO Max-catalogus. Het album met de titel The Art and Soul of Dune dient als een muzikale aanvulling op het gelijknamige boek van uitvoerend producent Tanya Lapointe, waarin het creatieve proces achter de film wordt belicht.

Zimmer werd gekozen om verantwoordelijk te zijn voor de soundtrack van de film Dune. Zimmer beweerde dat hij Dune begon te schrijven tegen het begin van de productie van de film in maart 2019. De componist had al met regisseur Denis Villeneuve gewerkt aan Blade Runner 2049. Voorafgaand aan zijn verkiezing had regisseur Christopher Nolan Zimmer benaderd om zijn volgende film Tenet te componeren, maar de laatste koos Dune omdat hij verklaarde dat hij dol was op het boek. Villeneuve zei dat Zimmer "maanden en maanden besteedde aan het creëren van nieuwe instrumenten, het definiëren, creëren en zoeken van nieuwe geluiden, waarbij hij de grenzen verlegde" en prees zijn werk aan de film.

## The Dune Sketchbook (Music from the Soundtrack)
The Dune Sketchbook (Music from the Soundtrack) is het eerste soundtrackalbum dat op 3 september 2021 voor de film is uitgebracht in fysieke en digitale formaten. Het album bevat "uitgebreide, meeslepende muzikale verkenningen" van werken uit de filmmuziek, en was de eerste soundtrack van Zimmer die de Dolby Atmos Music-luistertechnologie "van harte omarmde" - er werd ook een standaardconfiguratie uitgebracht. Het vijfde nummer van het album, "Paul's Dream", was een van de twee digitale singles die op 23 juli 2021 op streamingplatforms werden uitgebracht voordat het album uitkwam. Zimmer kondigde diezelfde dag hun release aan via zijn Instagram-account. Oorspronkelijk te horen in de bioscooptrailer van de film, begeleidt het nummer, met "een opvallende vrouwelijke stem die zingt", een "intense droom [sequence]" in de film die het titulaire personage heeft "over zijn toekomst en de toekomst van Arrakis".
Het album werd gelijktijdig met de première van de film op het 78ste Filmfestival van Venetië uitgebracht door WaterTower Music.

### Tracklist
Alle muziek is geschreven door Hans Zimmer, tenzij anders vermeld.
| Nr. | Titel                       | Componist(en)               | Duur  |
| --- | --------------------------- | --------------------------- | ----- |
| 1.  | "Song of the Sisters"       |                             | 16:25 |
| 2.  | "I See You in My Dreams"    |                             | 18:25 |
| 3.  | "House Atreides"            |                             | 13:54 |
| 4.  | "The Shortening of the Way" |                             | 11:14 |
| 5.  | "Paul's Dream"              |                             | 7:03  |
| 6.  | "Moon over Caladan"         |                             | 8:34  |
| 7.  | "Shai-hulud"                |                             | 9:47  |
| 8.  | "Mind-killer"               |                             | 11:11 |
| 9.  | "Grains of Sand"            | Hans zimmer & Klaus Schulze | 5:12  |

## Dune (Original Motion Picture Soundtrack)
Dune (Original Motion Picture Soundtrack) is het tweede soundtrackalbum dat voor de film is uitgebracht. Het achtste nummer van het album, "Ripples in the Sand", was het tweede van twee digitale singles die op 23 juli op streamingplatforms werden uitgebracht voordat het album uitkwam. Het album bevat de volledige filmmuziek van de film en werd digitaal uitgebracht op 17 september 2021, ook in Standard- en Dolby Atmos-configuraties zoals zijn voorganger, waarbij Zimmer zei dat het geluid "zich om je heen wikkelt op een manier die ik nog nooit eerder heb ervaren".
Het album is uitgebracht, een dag na de Nederlandse release van de film.

### Tracklist
Alle muziek is geschreven door Hans Zimmer, tenzij anders vermeld.
| Nr. | Titel                           | Componist(en)                                  | Duur |
| --- | ------------------------------- | ---------------------------------------------- | ---- |
| 1.  | "Dream of Arrakis"              | Hans Zimmer & Steven Doar                      | 3:08 |
| 2.  | "Herald of the Change"          | Hans Zimmer & Steve Mazzaro                    | 5:01 |
| 3.  | "Bene Gesserit"                 | Hans Zimmer & David Fleming                    | 3:54 |
| 4.  | "Gom Jabbar"                    |                                                | 2:00 |
| 5.  | "The One"                       | Hans Zimmer & Steve Mazzaro                    | 2:30 |
| 6.  | "Leaving Caladan"               | Hans Zimmer & David Fleming                    | 1:55 |
| 7.  | "Arrakeen"                      | Hans Zimmer & Steven Doar                      | 2:16 |
| 8.  | "Ripples in the Sand"           | Hans Zimmer & Steve Mazzaro                    | 5:14 |
| 9.  | "Visions of Chani"              | Hans Zimmer & David Fleming                    | 4:27 |
| 10. | "Night on Arrakis"              | Hans Zimmer & David Fleming                    | 5:03 |
| 11. | "Armada"                        | Hans Zimmer & David Fleming                    | 5:09 |
| 12. | "Burning Palms"                 | Hans Zimmer & Andrew Kawczynski                | 4:04 |
| 13. | "Stranded"                      | Hans Zimmer & David Fleming                    | 0:58 |
| 14. | "Blood for Blood"               | Hans Zimmer & Andrew Kawczynski                | 2:29 |
| 15. | "The Fall"                      | Hans Zimmer & Steve Mazzaro                    | 2:32 |
| 16. | "Holy War"                      | Hans Zimmer & Steve Mazzaro                    | 4:20 |
| 17. | "Sanctuary"                     | Hans Zimmer & David Fleming                    | 1:50 |
| 18. | "Premonition"                   | Hans Zimmer & Andrew Kawczynski                | 3:30 |
| 19. | "Ornithopter"                   | Hans Zimmer, David Fleming & Andrew Kawczynski | 1:54 |
| 20. | "Sandstorm"                     | Hans Zimmer & Andrew Kawczynski                | 2:35 |
| 21. | "Stillsuits"                    | Hans Zimmer & David Fleming                    | 5:31 |
| 22. | "My Road Leads into the Desert" | Hans Zimmer & David Fleming                    | 3:52 |

## Hitnoteringen

### VlaamseUltratop 200 Albums
| Hitnotering: 25-09-2021 t/m 09-10-2021 | Hitnotering: 25-09-2021 t/m 09-10-2021 | Hitnotering: 25-09-2021 t/m 09-10-2021 | Hitnotering: 25-09-2021 t/m 09-10-2021 | Hitnotering: 25-09-2021 t/m 09-10-2021 |
| Week:                                  | 1                                      | 2                                      | 3                                      |                                        |
| -------------------------------------- | -------------------------------------- | -------------------------------------- | -------------------------------------- | -------------------------------------- |
| Positie:                               | 103                                    | 114                                    | 197                                    | uit                                    |

### NPO Klassiek Filmmuziek Top 200
| Dune in de NPO Klassiek Filmmuziek Top 200 | Dune in de NPO Klassiek Filmmuziek Top 200 | Dune in de NPO Klassiek Filmmuziek Top 200 | Dune in de NPO Klassiek Filmmuziek Top 200 | Dune in de NPO Klassiek Filmmuziek Top 200 |
| Jaar                                       | 2022                                       | 2023                                       | 2024                                       | 2025                                       |
| ------------------------------------------ | ------------------------------------------ | ------------------------------------------ | ------------------------------------------ | ------------------------------------------ |
| Positie                                    | 48                                         | 75                                         | 65                                         | 48                                         |

## The Art and Soul of Dune
The Art and Soul of Dune is het derde soundtrackalbum dat bij de film is gevoegd. Het bevat "uniek vervaardigde versies van de hoofdthema's van de film, samengesteld door Zimmer" bij een begeleidend boek achter de schermen, geschreven door uitvoerend producent Tanya Lapointe, getiteld Insight Editions' The Art and Soul of Dune. Zimmer werd geïnspireerd om een tweede partituur te componeren na het bekijken van het materiaal van het boek - het was de eerste keer dat hij ooit originele muziek voor een boek had geschreven. Het derde album werd op 22 oktober 2021 uitgebracht, gelijktijdig met de Amerikaanse release van de film.

### Tracklist
| Nr. | Titel                      | Duur  |
| --- | -------------------------- | ----- |
| 1.  | Foreword                   | 4:30  |
| 2.  | This is Only the Beginning | 14:25 |
| 3.  | Caladan                    | 7:20  |
| 4.  | Giedi Prime                | 8:04  |
| 5.  | Salusa Secundus            | 4:11  |
| 6.  | Arrakis                    | 13:27 |
| 7.  | The Attack                 | 9:30  |
| 8.  | Deep Desert                | 15:13 |
| 9.  | Fremen                     | 26:49 |

## Solisten
- Wereldblaasinstrumenten, doedoeks, contrabasfluit: Pedro Eustache
- Elektrische bas: Juan Garcia-Herreros "Snow Owl" & Yolanda Charles
- Elektrische gitaar: Guthrie Govan
- Contrabas: Johnson O'Basso
- Elektrische cello: Tina Guo
- Percussie: Satnam Ramgotra
- Hoorn: Branden Cervantes
- Exotische instrumenten: Chas Smith
- Doedelzak: Pipers of the Scottish Session Orchestra
- Synth-programmering: Hans Zimmer
- Leadvocalist: Loire Cotler
- Vocalisten: Lisa Gerrard, Suzanne Waters, Stephanie Olmanni, Michael Geiger, Edie Lehmann Boddicker

## Prijzen en nominaties
De filmmuziek van Dune werd genomineerd bij de volgende prijsuitreikingen:
| Jaar | Prijs                      | Categorie                              | Genomineerde(n) | Uitslag     |
| ---- | -------------------------- | -------------------------------------- | --------------- | ----------- |
| 2022 | Golden Globe               | Beste filmmuziek                       | Hans Zimmer     | Gewonnen    |
| 2022 | British Academy Film Award | Beste filmmuziek                       | Hans Zimmer     | Gewonnen    |
| 2022 | Critics Choice Award       | Beste filmmuziek                       | Hans Zimmer     | Gewonnen    |
| 2022 | Academy Award              | Beste filmmuziek                       | Hans Zimmer     | Gewonnen    |
| 2022 | Satellite Award            | Beste soundtrack                       | Hans Zimmer     | Gewonnen    |
| 2022 | Grammy Award               | Best Score Soundtrack for Visual Media | Hans Zimmer     | Genomineerd |